# Вегшајд
Вегшајд (њем. Wegscheid) град је у њемачкој савезној држави Баварска. Једно је од 38 општинских средишта округа Пасау. Према процјени из 2010. у граду је живјело 5.652 становника. Посједује регионалну шифру (AGS) 9275156.

## Географски и демографски подаци
Вегшајд се налази у савезној држави Баварска у округу Пасау. Град се налази на надморској висини од 718 метара. Површина општине износи 80,7 km². У самом граду је, према процјени из 2010. године, живјело 5.652 становника. Просјечна густина становништва износи 70 становника/km².

## Међународна сарадња
| Мјесто    | Држава   | Врста сарадње | Од    |
| --------- | -------- | ------------- | ----- |
|           | Чешка    | контакт       | 2000. |
| Колершлаг | Аустрија | контакт       | 2000. |
| Извор     |          |               |       |